# Óscar Sánchez Fuentes
Óscar Sánchez Fuentes (Murcia, 19 de diciembre de 1979) es un exfutbolista y entrenador de fútbol español. Jugaba de defensa.

## Trayectoria como jugador
Tras 7 años en el Real Valladolid (4 en primera y 3 en segunda), abandona el club tras no aceptar la oferta de renovación y fichar por el Real Murcia de Segunda División y equipo de su tierra.
El 28 de julio de 2014 anunció su retirada del fútbol.

## Trayectoria como entrenador y director deportivo
Tras su retirada como jugador, ejerció como segundo entrenador de José Manuel Aira en las filas del Real Murcia, donde estaría durante dos temporadas. Tras la destitución del técnico leonés abandonaría el club murciano, hasta su vuelta media temporada después, ya que en febrero de 2017 volvería a ejercer como segundo entrenador del Real Murcia, en este caso bajo la batuta del técnico alicantino Vicente Mir.
En abril de 2018, se convierte en director deportivo del Real Murcia, para sustituir a Pedro Gómez Carmona, siendo su primera aventura como planificador de un club en el que convive la incertidumbre de no saber todavía quién es el máximo accionista del club grana, nombrado por el nuevo presidente Víctor Gálvez.
En la temporada 2018-19, firma como segundo entrenador del F. C. Sochaux-Montbéliard de la Ligue 2, a las órdenes de José Manuel Aira. En el cuadro francés estuvo hasta el mes de noviembre de 2018.
El 18 de diciembre de 2018, firmaría como segundo entrenador de la Cultural y Deportiva Leonesa en Segunda División B de España.
En la temporada 2019-20, firma como segundo entrenador del Marbella Fútbol Club en Segunda División B de España, también formando parte del personal técnico de José Manuel Aira, en el que estuvo hasta marzo de 2021.
El 16 de noviembre de 2021, firma como entrenador del Orihuela Club de Fútbol de la Tercera División RFEF.
En la temporada 2022-23, lograría el ascenso a la Segunda Federación.
El 12 de diciembre de 2023, es destituido como entrenador del Orihuela Club de Fútbol de la Segunda RFEF.

## Clubes como jugador
| Club                   | País   | Año       |
| ---------------------- | ------ | --------- |
| Club Deportivo Amorós  | España | 1996-1997 |
| Úbeda CF               | España | 1998-1999 |
| Atlético de Madrid "B" | España | 1999-2001 |
| Real Jaén              | España | 2000-2001 |
| CD Badajoz             | España | 2001-2002 |
| Real Valladolid        | España | 2002-2009 |
| Real Murcia            | España | 2009-2014 |

## Palmarés

### Campeonatos nacionales
| Título             | Club            | Año       |
| ------------------ | --------------- | --------- |
| Segunda División   | Real Valladolid | 2006-2007 |
| Segunda División B | Real Murcia     | 2010-2011 |

## Clubes como entrenador
| Club                                               | País    | Año       |
| -------------------------------------------------- | ------- | --------- |
| Real Murcia (2.º Entrenador)                       | España  | 2014-2017 |
| Real Murcia (Director deportivo)                   | España  | 2017      |
| Elche CF (2.º Entrenador)                          | España  | 2017      |
| Football Club Sochaux-Montbéliard (2.º Entrenador) | Francia | 2018      |
| Cultural Leonesa (2.º Entrenador)                  | España  | 2018-2020 |
| Marbella Fútbol Club (2.º Entrenador)              | España  | 2020-2021 |
| Orihuela Club de Fútbol                            | España  | 2021-2023 |